# Michel de Give
Michel de Give, ook wel Père Bernard (Luik, 8 mei 1913 – Chimay, 27 januari 2020), was een Belgisch jezuïtisch geestelijke van de orde van de trappisten en interreligieus theoloog.

## Studie
De Give trad toe tot het jezuïtisch noviciaat van Aarlen op 23 september 1931. Daarna studeerde hij van 1936-1939 filosofie aan het Philosophisch College S.J. Eegenhoven in Leuven en behaalde zijn licentiaat in de filosofie en letteren, richting filologie, aan de Katholieke Universiteit Leuven in 1940. In 1945 behaalde hij zijn licentiaat in de theologie en studeerde hij Sanskriet en boeddhologie bij Étienne Lamotte. Op 27 juli 1944 werd hij in Leuven tot priester gewijd.
Zijn proefschrift publiceerde hij in 2005 in Parijs onder de titel Les rapports de l’Inde et de l’Occident des origines au règne d’Aśoka.

## Ceylon en India
Op 26 januari 1947 vertrok hij richting India en werd hij eerst gedurende zes jaar professor op het pauselijke seminarie van Kandy in het toenmalige Ceylon, waar hij les gaf in de antieke geschiedenis van de filosofie, het "de Ecclesia" en klassieke talen (Grieks en Latijn). Begin 1953 werd hij gedurende anderhalf jaar professor klassieke talen aan het Juvénat S.J. de Ranchi, later van Sitagarha (Hazaribagh, Chota Nagpur) en vervolgens opnieuw professor in de filosofie in Shembaganur (Madurai) en Poona.

## België
In mei 1955 keerde hij terug naar België en hervatte hij de klassieke talenstudie aan het Juvénat S.J. de La Pairelle in Wépion (faculteit van de Université de Namur). Hij publiceerde handboeken met oefeningen Grieks in 1956-57 en een grammaticaboek Latijn in 1960 dat in 2008 zijn vijftiende herdruk kende. Van 1960 tot 1968 onderwees hij opnieuw filosofiegeschiedenis in Leuven en tot 1972 in Namen, waarbij hij in 1963-1964 tijdelijk studeerde bij professor Robert Charles Zaehner aan de Universiteit van Oxford.
Op 2 juni 1972 trad hij toe tot de cisterciënzers van de Abdij Notre-Dame de Scourmont, alwaar hij op 12 januari 1975 zijn geloften aflegde. Vanaf 1977 was hij lid van een dialoogcommissie voor interreligieus kloosterleven en deed tussen 1977 en 1979 mee aan interreligieuze bijeenkomsten in de abdij van Praglia in Venetië.

## Tibetaanse en boeddhologische studie
Gedurende tien jaar studeerde Michel de Give Tibetaans in de zomervakantieperiodes bij de Tibetaanse tempel Dashang Kagyü Ling in Toulon-sur-Arroux en bezocht hij in zijn leven veel Tibetaanse centra in West-Europa, maar ook in India (voornamelijk Dharamsala en Himachal Pradesh) en Nepal. Verder hielp hij mee met de organisatie van de christelijk-boeddhistische symposia van Karma Ling in Arvillard. Zijn enige reis naar Tibet ondernam hij in juli 1994.